# Gyula Konkoly
Gyula Konkoly est un peintre hongrois, professeur d'université né à Budapest le 21 juillet 1941.

## Biographie
Il est le fils de Rezső Konkoly et de Anna-Katalin Peczka.
Il fit ses études à l'Université hongroise des beaux-arts de 1959 à 1964, où il était étudiant de Gyula Hincz.
Entre 1964 et 1965, il effectue des voyages d'étude en Italie et en France. De 1968 à 1969, il participe aux expositions Iparterv. En 1970, il demande l'asile politique à la France. En 1971, il est condamné, par contumace, à trois ans et demi de prison pour cause d'images illégales. En 1973, il organise une exposition personnelle à Paris et publie un manifeste sur la disparition des beaux-arts. Entre 1974 et 1987, il réalise des illustrations de livres et des affiches de films.
À partir de 1987, il entame une nouvelle période artistique. Il travaille en Suède de 1990 à 1991. En 1991, il retrouve sa citoyenneté hongroise. Entre 1992 et 1995, il exerce comme professeur au département de peinture de l'Université Janus Pannonius devenue l'Université de Pécs (Pécs, Hongrie).

## Peintures
- Nature morte (1951)
- Chariot (1952)
- Voltaire (1952)
- Toits de motoneige (1955)
- Chaise jaune (1955)
- Étude de nu (1955)
- Théière (1956)
- Nature morte au citron (1956)
- Autoportrait (1959)
- Ugar Horn (1965)
- Doge (1966)
- Danaé et Maya (1966)
- Saint Joseph avec l'Enfant Jésus (1967)
- Ketrec (1968)
- Lágyított tojás (Œufs ramollis), 1968
- David et Bethabee (1988)
- Ilza le tigre du goulag (1988)
- Visconti et les Adogaras (1988)
- Susanne chez Giverny de Claude Monet (1990-1992)
- Lomb (1994)
- Running Arabs 3 (2001)
- Fóti Somlyó-No.-1 (2001)
- Fóti Somlyó-No.-3 (2001)
- Fóti Somlyó-No.-5 (2001)
- Fóti Somlyó-No.-7 (2001)
- Fóti Somlyó-No.-8 (2001)
- Champ de coquelicot No.8 (2002)
- Alléluia (2002)
- Nénuphar avec tour (2003)
- Nénuphar au crépuscule (2003)
- Nymphéas bleus (2003)
- Deux filles (2004)
- Dans l'herbe profonde (2004)
- Noir et Blanc (2004)
- Petite vague (2004)
- Viande Mardi (2004)
- Des militants de Greenpeace à Baia Mare, au-dessus de la mine à ciel ouvert Aurul (2005)
- Destin difficile de mai (2005)
- Zsófi Savanyu, Zsófi Friday et Brigi (2005)
- Complément Rouge Vert (2005)
- Les plus beaux coquelicots (2005)
- Pois au pavot (2005)
- Coquelicots (2006)
- Société (2006)
- Cueilleurs de champignons (2006)
- Situation au Maroc (2006)
- Les choix seront les filles! (2006)
- Men Up, Women Down (2006)
- Tempe, Cap Sizun (2007)
- Côte de Belle-Ile en rose (2007)
- Soleil Couchant (2007)
- Mer Agitée à Penmarch (2007)
- Les vagues vont aller se dormir (2007)
- La Manneporte près d'Étretat (2007)
- Dîner en plein air
- Présence de la muse à l'Académie hongroise des beaux-arts (1964)[2]
- Le parc thermal
- Une rose parle mieux

## Illustrations
Il a illustré de très nombreux ouvrages dont ceux de la collection J'ai lu de Buchet-Chastel :
- Sexus de Henry Miller, Buchet-Chastel, 1968
- Shining, Buchet-Chastel, 1981
- Amityville II de John George Jones, Buchet-Chastel, 1982
- L'Exorciste, Buchet-Chastel, 1985

## Expositions
Privées
- 1969 : Budapest,  Leninváros
- 1970 : Budapest, Rome
- 1972 : Paris
- 1991 : Stockholm, Budapest, Dunaújváros
- 1992 : Pécs, Visegrád
- 1993 : Munich
- 1994 : Budapest, Varsovie
- 1995 : Budapest, Moscou
- 1996, 1998, 2000 : Budapest
- 1997 : Budapest, Veszprém

Collectives
- 1968-1969, 1989-1990, 1992-1995, 1997-1998 : Budapest
- 1971-1972, 1994 : Paris
- 1988, 1991-1992, 1996 : Székesfehérvár
- 1993 : Berlin
- 1995 : Graz
- 1996 : Vac
- 1998 : Szombathely